# Port-de-Piles
Port-de-Piles är en kommun i departementet Vienne i regionen Nouvelle-Aquitaine i västra Frankrike. Kommunen ligger i kantonen Dangé-Saint-Romain som tillhör arrondissementet Châtellerault. År 2022 hade Port-de-Piles 548 invånare.

## Befolkningsutveckling
Antalet invånare i kommunen Port-de-Piles
| Referens: INSEE |